# Erannis
Genre
Erannis est un genre de lépidoptères (papillons) de la famille des Geometridae, de la sous-famille des Ennominae. Il y aurait 158 espèces et sous-espèces répertoriées dans ce genre.

## Liste des espèces
Selon BioLib (27 février 2023) :
- Erannis ankeraria (Staudinger, 1861), espèce protégée en Europe (annexes 2 et 4 de la directive Habitats-Faune-Flore[3])
- Erannis beschkovi Ganev, 1987
- Erannis declinans (Staudinger, 1879), présente en Europe
- Erannis defoliaria  (Clerck, 1759) - Hibernie défeuillante, présente en Europe
- Erannis gigantea Inoue, 1955
- Erannis golda Djakonov, 1929
- Erannis jacobsoni Djakonov, 1926
- Erannis occataria Erschoff, 1874
- Erannis tiliaria Harris, 1841 - Arpenteuse du tilleul, présente en Amérique du Nord.
- Erannis vancouverensis Hulst, 1896